# Lauri Roivas
Lauri Roivas, född 1683, död 1750, finsk bonde, verksam som gerillaledare under motståndet modet ryssarna under lilla ofreden i Finland 1741-1743. 
Han var bonde från Ilomants. Som en följd av hattarnas krig 1741-43 hade ryssarna besatt hela Finland. Under lilla ofreden på 1740-talet förde han gerillakrig i norra Karelen mot ryssarna. 